# Mahábhárata

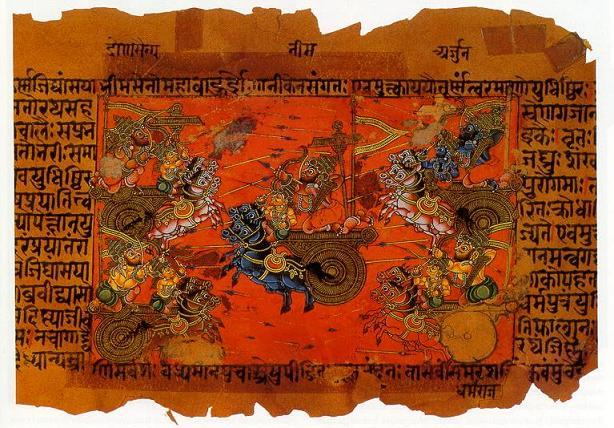
Rukodělná ilustrace zachycující bitvu na Kuruovském poli

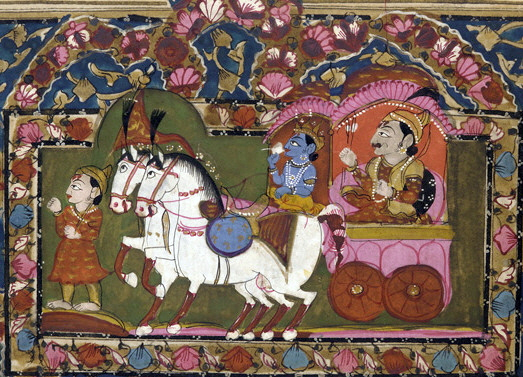
Krišna a Ardžuna v bitvě na Kuruovském poli

Mahábhárata, doslova Velké vyprávění o Bháratovcích (dévanágarí: महाभारत) je spolu s Rámajánou jedním z hlavních staroindických eposů. Je klasifikována jako itihása. Itihásy a Purány jsou zmíněny již v Atharvavédě a jsou označovány jako pátá Véda. Název eposu vznikl ze dvou sanskrtských slov mahá (velký) a bhárata (pojmenování Indie odvozené od starobylého krále Bharaty).
Považuje se za nejdelší či druhou nejdelší báseň na světě. Skládá se z 18 knih zvaných parva, jejichž délka se pohybuje od 100 do 18 000 dvojverší, a celkově obsahuje 110 000 dvojverší.

## Autorství a vznik eposu
Tradičně je autorství Mahábháraty připisováno mudrci Vjásovi, ale autorem eposu v dnešní podobě nemohl být jeden člověk, protože dílo se dá charakterizovat jako soubor sanskrtských mýtů, pověstí, lidových vyprávění, příběhů z purán a nábožensko-filozofických pojednání zasazených do rámce hrdinského eposu.
Jednotlivá datování vzniku eposu se od sebe liší. Tradice určuje jeho vznik do doby mudrce Vjásy a vychází i z faktu, že epos hovoří o Kali juze jako o přicházejícím věku. Moderní datování uvádí období od 4. století př. n. l. do 4. století n. l., kdy se k původnímu válečnému příběhu postupně připojovaly další části, které mají s hlavní dějovou linií mnohdy velmi málo společného. Epos se pak dochoval ve dvou verzích, severní a delší jižní, které se od sebe liší řadou detailů.

## Obsah eposu
Jádro příběhu je pravděpodobně odvozeno od skutečné historické události z počátku 1. tisíciletí př. n. l., kterou byla bratrovražedná válka Pánduovců a Kuruovců, dvou spřízněných rodů odvozujících svůj původ od legendárního krále Bharaty. Zakladateli rodů byli slepý král Dhrtaráštra, který měl sto synů Kuruovců, a jeho bratr Pándu se svými pěti syny (Judhištira, Bhíma, Ardžuna, Nakula a Sahadéva). Po smrti Pándua rozdělil Dhrtaráštra vládu v říši mezi své syny a syny svého bratra. Když však Kuruovci, vedeni podlým Durjodhanou, připravili lstí Pánduovce o vládu (Judhištira jí prohrál ve falešné hře v kostky), bylo dohodnuto, že Pánduovci odejdou na třináct let do vyhnanství a poté jim bude vláda vrácena. Po uplynutí lhůty však Durjodhana nehodlal dohodu splnit. Spor vyvrcholil velkou bitvou na Kuruovském poli, ve které Pánduovci za pomoci boha Kršny zvítězili. Judhištira se stal svrchovaným králem a vládl se svými bratry po mnoho let. Nakonec Pánduovci vstoupili do říše bohů.
Nedílnou součástí Mahábháraty je Bhagavadgíta (Zpěv vznešeného), jedna z nejvýznamnějších posvátných knih hinduismu. Odehrává se těsně před bitvou, když je Ardžuna zmítán pochybnostmi, zda bojovat či se stáhnout do ústraní a meditovat. Jeho pochybnosti jsou rozptýleny Kršnou (osmým avatarem boha Višnua) vyjevením transcendentální moudrosti. Bezprostředně na Bhagavadgítu navazuje Uttaragíta, která obsahuje další duchovní rady předávané Kršnou Ardžunovi během bitvy. Z četných vedlejších epizod je nejznámější vyprávění o králi Nalovi a jeho ženě Damajantí a o utrpení, do něhož tuto dvojici uvrhla hráčská vášeň králova, dále příběh krále Dušjanty a jeho ženy Šakuntaly (známý zejména z pozdějšího zpracování od Kálidásy) nebo stručná verze Rámajány.

## Struktura textu
Text Mahábháraty je dělen do 18 knih zvaných parvy. Každá parva je rozdělena do mnoha dalších částí.
1. ÁDI PARVA (Kniha počátku) – Popisuje, jak byla Mahábhárata přednesena mudrcem Sútou Gósvámím (Ugrašravá) před shromážděním mudrců v Naimišáranji, poté, co byla recitována Vaišampajánou na hadí oběti (sarpasattra) krále Džanamédžaji. Tato kniha také popisuje historii a genealogii Bháratovců a Bhrguovců, které zahrnuje zrození starších rodu Kuruovců.
2. SABHÁ PARVA (Kniha sněmovní síně) – Popisuje vystavění paláců a sněmovní síně v Indraprastě, projektovaných Májou Dánavou. Kniha zachycuje vládu Pánduovců (krále Judhišthiry) v Indraprastě, Judhišthirovu majestátní a velkolepou oběť Rádžasúju, dále hru v kostky mezi Judhišthirou a Durjódhanou (Šakunim), zneuctění Draupadí před shromáděním a končí odchodem Pánduovců do vyhnanství.
3. VÁNA PARVA (Kniha lesa) – Již z názvu je patrné, že kniha zachycuje události odehrávající se během dvanáctiletého exilu Pánduovců v lese.
4. VIRÁTA PARVA (Kniha Viráty) – Kniha pojednává o posledním roce exilu Pánduovců, který strávili v království Viráta, a to zcela se skrytou vlastní identitou, okolím nepoznaní (inkognito).
5. UDJÓGA PARVA (Kniha úsilí o mír) – Pojednává o přípravě na velkou válku a o úsilí o uzavření míru mezi Kuruovci a Pánduovci – Krišna se na poslední chvíli snaží svým poselstvím míru ujednat příměří mezi oběma stranami. Neúspěšně.
6. BHÍŠMA PARVA (Kniha Bhíšmy) – Kniha zachycuje začátek bitvy na Kurukšétře, kdy Kuruovcům velí Bhíšma. Zahrnuje také slavnou Bhagavadgítu, rozhovor Krišny a Ardžuny, vyřknutý těsně před zahájením boje. Kniha končí pádem Bhíšmy a jeho ulehnutím na loži ze šípů.
7. DRÓNA PARVA (Kniha Dróny) – Bitva pokračuje. V čele kuruovského vojska je nyní Dróna, slavný áčárja (učitel) válečného umění. Jedná se o hlavní knihu bitvy. Na konci knihy je většina velkých hrdinů-válečníků mrtvá. Kniha končí zabitím Dróny.
8. KARNA PARVA (Kniha Karny) – Popisuje pokračování průběhu bitvy s Karnou v čele kuruovské armády. Na konci knihy je Karna zabit Pánduovcem Ardžunou.
9. ŠALJA PARVA (Kniha Šaljy) – Zachycuje události odehrávající se během posledního dne bitvy, s Šaljou jako velitelem Kuruovců. Zahrnuje taktéž popis poutních cest Šrí Balarámy, Krišnova bratra, který před začátkem války odešel na poutní cesty po Indii, aby si nemusel volit strany. Balarámova poutní cesta protíná hlavní dějovou linku v okamžiku konce bitvy na Kurukšétře, kdy mezi sebou bojují Bhíma a Durjódhana. Zabitím Durjódhany válka končí.
10. SAUPTIKA PARVA (Kniha spících hrdinů) – Ašvattháma, Kripáčárja a Kritavarma zabíjí pět synů Pánduovců a Draupadí ve spánku. Po bitvě tak přežívá pohých sedm válečníků ze strany Pánduovců a tři ze strany Kuruovců.
11. STRÍ PARVA (Kniha žen) – Kniha popisuje nářek královny Gándharí a ostatních žen z obou stran nad ztrátou svých příbuzných během bitvy. Během pohřebních obřadů královna Gándharí viní Krišnu ze zničení a vyhlazení Kuruovského rodu a proklíná ho a celou Jaduovskou dynastii ke stejnému osudu.
12. ŠÁNTI PARVA (Kniha míru) – Kniha popisuje korunovaci Judhišthiry na krále z Hastinápuru a dále Bhíšmovy pokyny králi Judhišthirovy o vládnutí, ekonomice a politice. Jedná se o nejdelší knihu Mahábháraty.
13. ANUŠÁSANA PARVA (Kniha pokynů) – Kniha obsahuje závěrečné Bhíšmovy pokyny a jeho následnou smrt.
14. AŠVAMÉDHIKA PARVA (Kniha oběti koně) – V této knize je popsána oběť koně (ašvamédha) krále Judhišthiry, a Ardžunovo dobytí světa. Druhá část knihy zahrnuje tzv. Anugítu neboli Krišnovy pokyny Ardžunovy (jedná se o shrnutí Krišnových pokynů z Bhagavadgíty).
15. ÁŠRAMAVÁSIKA PARVA (Kniha poustevny) – Kniha popisuje odchod Dhrtatáštry, Gándharí a Kuntí do lesní poustevny v Himálaji na Vidurův popud, a jejich následnou smrt v ohni jógové meditace. Saňdžaja na pokyn Dhrtaráštry odchází žít do vysokých částí himálájského pohoří.
16. MAUŠALA PARVA (Kniha kyjů/holí) – Kniha hovoří o naplnění kletby Gándharí – tedy o zničení Jaduovské dynastie. Jaduovci opustili své sídelní město Dváraku a vydali se do Prabhásy. Vlivem kletby však mezi nimi dochází k bitvě, při které se všichni příbuzní navzájem zabijí holemi z rákosí (název této knihy značí bitvu, při které je jako zbraní použito holí či dřevěných kyjů [význam slova maušala]). Krišna a Balaráma přežijí. Následuje popis jejich smrti. Město Dváraka je následně zničeno a pohlceno oceánem.
17. MAHÁPRASTHÁNIKA PARVA (Kniha velké cesty) – Kniha popisuje korunovaci Paríkšita jako následovníka Pánduovců na krále z Hastinápuru a následný odchod Pánduovců do ústraní spolu se svou manželkou Draupadí. Vydávají se na poutní cesty po celé zemi a následně vstupují do Himálájí, kde Draupadí a Pánduovci jeden po druhém umírají. Přežívá pouze Judhišthira.
18. SVARGARÓHANA PARVA (Kniha nanebevzetí, vstupu na nebesa) – Popisuje Judhišthirovu smrt a jeho vstup na nebesa a návrat Pánduovců do duchovního světa.

K Mahábháratě je obvykle jako dodatek řazena Harivamša Purána, která se podrobně věnuje pasážím ze života Krišny, které nejsou obsaženy v samotném textu Mahábháraty.

## Mahábhárata v češtině
V češtině dosud neexistuje úplné vydání eposu. Kromě Bhagavadgíty vyšla pouze převyprávění nebo překlady epizodních vyprávění a některých úryvků.

### Převyprávění
- Mahábhárata – největší duchovní epos všech dob, The Bhaktivedanta Book Trust, 2002, 990 stran, převyprávěl Krishna Dharma (nejúplnější a nejobsáhlejší vydání dostupné v češtině)
- Mahábhárata aneb Velký boj, Albatros, Praha 1988, 377 stran, podle staroindického originálu vypráví Vladimír Miltner, převyprávění pro mládež.
- Mahábhárata, Gaudíja Vedánty, 2001, 164 stran, převyprávěl Šrípád Baladéva Prabhu,

### Bhagavadgíta
- Bhagavadgita: učení pantheistické Boha zjeveného, František Urbánek, Praha 1877, přeložil František Čupr,
- Bhagavad – Gita čili vznešena piseň o nesmrtelnosti, Josef Koch, Praha 1900,. přeložil Václav Procházka,
- Bhagavad-Gítá, Cyrill M. Höschl, Klatovy 1920, přeložila Pavla Maternová,
- Bhagavad-Gita: píseň o božství, čili Nauka o božském bytí a nesmrtelnosti, Zmatlík a Palička, Praha 1926, přeložil Karel Weinfurter, znovu 1935.
- Bhagavadgítá neboli Zpěv vznešeného, Jaroslav Jiránek, Železný Brod 1945, přeložil Rudolf Janíček, znovu Supraphon, Praha 1989 a Santal, Liberec 1995, 1998 a 2007.
- Bhagavadgítá, Odeon, Praha 1976, přeložili Jan Filipský a Jaroslav Vacek, znovu Votobia, Olomouc 2000.
- Bhagavadgíta – taková jaká je, Bhaktivedanta Book Trust, Praha, překlad a komentář A. C. Bhaktivédánty Svámího Prabhupády, 1983, 1991 a 1998 (nejnovější).
- Bhagavadgíta, Pragma, Praha 1999, z anglického překladu Svámího Prabhavanandy a Christophera Isherwooda přeložila Jana Žlábková,
- Bhagavadgíta, Centrum Spirála a Dauphin, Praha 2008, přeložila Věra Bělohlávková.

### Překlady dílčích vyprávění a úryvků
- Nal a Damajantí, v knihkupectví Calvově, Praha 1852, přeložil August Schleicher,
- Nal a Damajantí, Kramář a Procházka, Olomouc 1875, přeložil Jaroslav Libánský,
- Nal a Damajantí, J. Šnajdr, Kladno 1924, přeložil Vincenc Lesný,
- Zkáza karavany, Nový Orient, 4-5/1971, přeložil Vladimír Miltner, vybráno z epizody Nalópákhjána,
- O Nalovi a Damajantí Nový Orient, 5-10/1974, přeložil Vladimír Miltner, příloha k časopisu,
- Nala a Damajantí, Supraphon, Praha 1977, přeložil Vladimír Miltner,
- Jak se chovat u dvora, Nový Orient, 9/1980, přeložil Vladimír Miltner, úryvek z eposu,
- Uttaragíta, R. K. Lukášek, Trutnov 1991, přeložil Jaroslav Vlček.